# Đơn đỏ gọng
Đơn đỏ gọng (danh pháp khoa học: Cyathula prostrata) là loài thực vật có hoa thuộc họ Dền. Loài này được (L.) Blume mô tả khoa học đầu tiên năm 1826.